# Artur Laska
Artur Laska (ur. 1978) – polski politolog, dr hab. nauk społecznych, profesor Wydziału Nauk o Polityce i Administracji Uniwersytetu Kazimierza Wielkiego. Od 2019 dziekan tego wydziału.

## Życiorys
9 grudnia 2008 obronił pracę doktorską Idea sprawiedliwości społecznej w dyskursie tranzycji systemowej w Polsce, 11 maja 2018 habilitował się na podstawie pracy zatytułowanej Teoria polityki. Próba ujęcia integralnego. 
Członek Komitetu Nauk Politycznych PAN na kadencje 2020–2023 i 2024-2027.

## Publikacje książkowe
- 2005: Teoria polityki. Wprowadzenie, (z Jarosławem Noconiem)
- 2010: Teoria polityki. Wprowadzenie, wyd. 2 zmienione (z Jarosławem Noconiem)
- 2011: Sprawiedliwość społeczna w dyskursie polskiej zmiany systemowej
- 2017: Teoria polityki. Próba ujęcia integralnego[1]